# Banga! Banga!
Banga! Banga! è un singolo di Austin Carter Mahone, uscito il 9 novembre 2013.